# Humor (jornal)
Humor: International Journal of Humor Research é um periódico acadêmico revisado por pares publicado por Walter de Gruyter em nome da Sociedade Internacional de Estudos do Humor. A partir de 2012, seu editor-chefe é Giselinde Kuipers (Universidade de Amsterdã).
A revista publica artigos de várias disciplinas (por exemplo, psicologia, literatura, linguística, sociologia, teatro, comunicação, filosofia, antropologia, ciência da computação, história), além de artigos interdisciplinares relacionados à pesquisa de humor. A revista publica principalmente artigos de pesquisa originais, mas também trabalhos teóricos, resenhas de livros, debates acadêmicos, notas e cartas aos editores. Segundo o Journal Citation Reports, o fator de impacto para 2011 é 0,857.

## História
A revista foi criada em 1988. Seu primeiro editor-chefe foi Victor Raskin.